# Bente Skogvang
Bente Skogvang Teljes neve Bente Ovèdie Skogvang. (1962. augusztus 17. –) norvég női nemzetközi labdarúgó-játékvezető, sportoktató és író. 2006-ban Oslóban szerzett doktori végzettséget.

## Játékvezetői pályafutása

### Nemzeti játékvezetés
A küldési gyakorlat szerint rendszeres 4. bírói szolgálatot is végzett. 1986-ban lett az I. Liga játékvezetője.

#### Nemzeti kupamérkőzések
Vezetett kupadöntők száma: 1.

##### Norvég női labdarúgókupa
| Időpont | Helyszín                     | Mérkőzés típusa | Mérkőzés                    | Eredmény | Nézők száma |
| ------- | ---------------------------- | --------------- | --------------------------- | -------- | ----------- |
| 1986.   | Lerkendal Stadion, Trondheim | döntő           | Trondheims/Ørn–Sprint/Jeløy | 0 – 3    | 1656        |

### Nemzetközi játékvezetés
A Norvég labdarúgó-szövetség Játékvezető Bizottsága 1995-ben terjesztette fel nemzetközi játékvezetőnek, a Nemzetközi Labdarúgó-szövetség (FIFA) bírói keretében. Több válogatott és nemzetközi klubmérkőzést vezetett, vagy működő társának 4. bíróként segített. Az aktív nemzetközi játékvezetést a FIFA JB 45 éves korhatárának betöltésével 2007-ben befejezte.

#### Női labdarúgó-világbajnokság
A világbajnoki döntőkhöz vezető úton Svédország rendezte a 2., az 1995-ös női labdarúgó-világbajnokságot, ahol a FIFA JB játékvezetőként alkalmazta. Világbajnokságon vezetett mérkőzéseinek száma: 2.

##### Világbajnoki mérkőzés
| Időpont         | Helyszín                     | Mérkőzés típusa              | Mérkőzés           | Eredmény | Nézők száma |
| --------------- | ---------------------------- | ---------------------------- | ------------------ | -------- | ----------- |
| 1995. június 6. | Arosvallen Stadion, Västerås | csoportmérkőzés (C. csoport) | Dánia–Ausztrália   | 5 – 0    | 1500        |
| 1995. június 6. | Arosvallen Stadion, Västerås | előselejtező (4. csoport)    | Németország–Anglia | 3 – 0    | 2317        |

#### Női labdarúgó-Európa-bajnokság
A női európai labdarúgó torna döntőjéhez vezető úton Németország  rendezte a 2001-es női labdarúgó-Európa-bajnokságot, ahol az UEFA JB játékvezetőként foglalkoztatta.

##### 2001-es női labdarúgó-Európa-bajnokság

###### Európa-bajnoki mérkőzés
| Időpont          | Helyszín                   | Mérkőzés típusa              | Mérkőzés                | Eredmény | Nézők száma |
| ---------------- | -------------------------- | ---------------------------- | ----------------------- | -------- | ----------- |
| 2001. június 27. | Steigerwaldstadion, Erfurt | csoportmérkőzés (A. csoport) | Németország–Oroszország | 5 – 0    | 6249        |
| 2001. június 30. | Ernst-Abbe-Sportfeld, Jéna | csoportmérkőzés (A. csoport) | Anglia–Németország      | 0 – 3    | 11 312      |

#### Olimpiai játékok

##### 1996. évi nyári olimpiai játékok
Amerikában rendezték a XXVI., Női labdarúgótornát az 1996. évi nyári olimpiai játékokon, ahol a FIFA JB bírói szolgálatra alkalmazta.

##### Női labdarúgótorna az 1996. évi nyári olimpiai játékokon
| Időpont          | Helyszín                     | Mérkőzés típusa              | Mérkőzés                       | Eredmény | Nézők száma |
| ---------------- | ---------------------------- | ---------------------------- | ------------------------------ | -------- | ----------- |
| 1996. július 22. | Citrus Bowl Stadion, Orlando | csoportmérkőzés (E. csoport) | Egyesült Államok–Svédország    | 2 – 1    | 28 000      |
| 1996. július 22. | Sanford Stadion, Athens      | döntő                        | Amerikai Egyesült Államok–Kína | 2 – 1    | 76 489      |

#### Algarve-kupa
Portugália rendezte a 2., az 1995-ös Algarve-kupa női labdarúgó tornát.

##### 1995-ös Algarve-kupa
| Időpont           | Helyszín                 | Mérkőzés típusa              | Mérkőzés                              | Eredmény |
| ----------------- | ------------------------ | ---------------------------- | ------------------------------------- | -------- |
| 1995. március 14. | Városi Stadion, Lagos    | csoportmérkőzés (A. csoport) | Svédország–Olaszország                | 4 – 0    |
| 1995. március 16. | Városi Stadion, Portimão | csoportmérkőzés (B. csoport) | Amerikai Egyesült Államok]–Portugália | 0 – 3    |

## Sportvezetői és szervezői pályafutása
Tagja a Norvég labdarúgó-szövetség végrehajtó bizottságának. Több a női labdarúgással foglalkozó könyv és tudományos értekezés szerzője.

## Írásai
- Players' and Coaches' Experiences with the Gendered Sport/Media Complex in Elite Football. (2013)
- Agergaard, Sine; Andersson, Torbjörn; Carlsson, Bo; Skogvang, Bente Ovèdie (2013). Scandinavian women's football in world: migration, management and mixed identity.
- Skogvang, Bente Ovèdie; Fasting, Kari (2013). Football and sexualities in Norway.
- Skogvang, Bente Ovèdie (2013). Identitet og fellesskap gjennom bevegelsesaktivitet på Riddu Riđđu.
- Skogvang, Bente Ovedie (2009). The sport/media complex in Norwegian football.
- Skogvang, Bente Ovedie (2008). African footballers in Europe.
- Skogvang, Bente Ovedie (2007). The Historical Development of Women's Football in Norway: From 'Show games' to international successes Den historiske utviklingen av kvinnefotballen i Norge: Fra 'show-kamper' til internasjonale suksesser.
- Bente Skogvang - Birger Peitersen - Karen Stanley-Kehl: Soccer today (Mai futball) - 2000. BrooksCole Kiadóvállalat,  ISBN 9780534361310
  - A kiadvány női labdarúgó játékosokat mutat be életpályával és fotókkal illusztrálva.